# Physemops fairchildi
Physemops fairchildi är en tvåvingeart som beskrevs av Wirth 1970. Physemops fairchildi ingår i släktet Physemops och familjen vattenflugor. Inga underarter finns listade i Catalogue of Life.